# Marianne Hartung
Marianne Hartung (* 1954, geb. Pisch) ist eine deutsche katholische Theologin und Religionspädagogin. Sie wuchs im nordhessischen Großenenglis auf.
Ihr an der Westfälischen Wilhelms-Universität in Münster entstandenes Werk Angst und Schuld in Tiefenpsychologie und Theologie erschien 1979. Darin analysiert sie den Bezug der Theologie Paul Tillichs und Hans Urs von Balthasars zur Psychologie Sigmund Freuds und Carl Gustav Jungs. 1983 erschien ihr weniger bekanntes Buch Sozialpädagogische Beratung in der Gemeinde.
Hartungs Interessen liegen insbesondere bei einer zeitgemäßen Vermittlung des Glaubens im schulischen Religionsunterricht, der Pastoral in der Schule und der katholischen Kirche.
Hartung ist verheiratet mit Thomas Hartung und Mutter zweier Kinder.

## Werke
- Angst und Schuld in Tiefenpsychologie und Theologie; Stuttgart, Berlin, Köln, Mainz: Kohlhammer, 1979
- Sozialpädagogische Beratung in der Gemeinde; Stuttgart, Berlin, Köln, Mainz: Kohlhammer, 1983

| Personendaten    | Personendaten                              |
| ---------------- | ------------------------------------------ |
| NAME             | Hartung, Marianne                          |
| ALTERNATIVNAMEN  | Pischke, Marianne                          |
| KURZBESCHREIBUNG | deutsche katholische Theologin und Autorin |
| GEBURTSDATUM     | 1954                                       |